# آب‌انبار فتحعلی خان
آب‌انبار فتحعلی خان (کل) مربوط به دوره قاجار است و در لار، خیابان هنگ، بعد ازپاسگاه نیروی انتظامی واقع شده و این اثر در تاریخ ۱۹ مرداد ۱۳۸۴ با شمارهٔ ثبت ۱۲۷۴۵ به‌عنوان یکی از آثار ملی ایران به ثبت رسیده است.